# Parafia Imienia Najświętszej Maryi Panny w Chomranicach

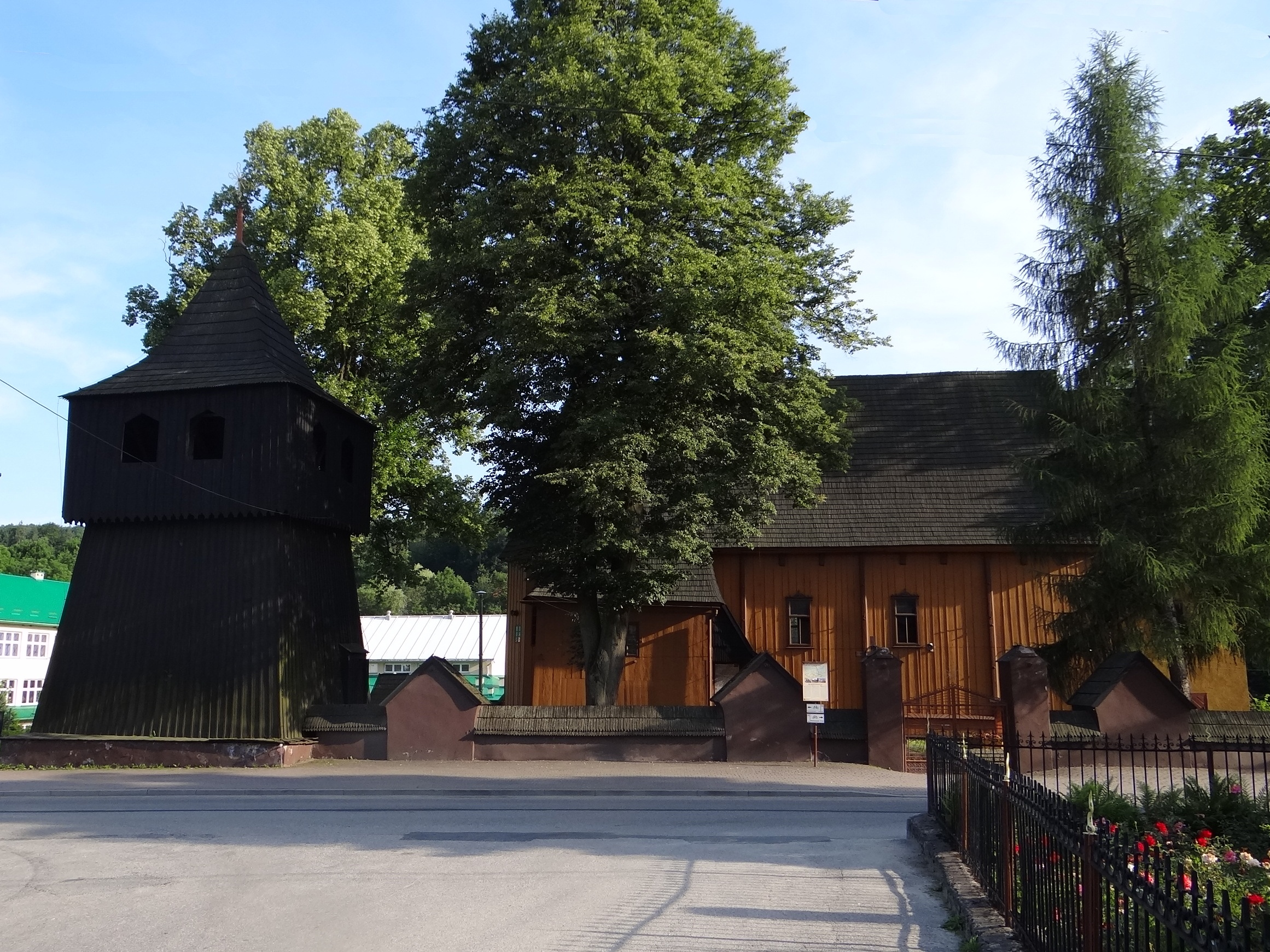
Zabytkowy kościół pod wezwaniem Imienia Najświętszej Maryi Panny.

Parafia Imienia Najświętszej Maryi Panny w Chomranicach – parafia rzymskokatolicka znajdująca się w diecezji tarnowskiej w dekanacie Nowy Sącz Zachód.
Do parafii należą wierni z miejscowości: Chomranice, Klęczany (część), Kłodne, Krasne Potockie i Wola Marcinkowska. Posługują w niej księża diecezjalni.

## Historia
Parafia powstała prawdopodobnie w 2. połowie XIII wieku. W latach 1556–1600 parafia nie posiadała katolickiego duszpasterza, na terenie wsi działał zbór protestancki. W 1952 roku z parafii wyłączono Marcinkowice i utworzono parafię. Na terenie parafii znajduje się zabytkowy drewniany kościół pw. Najświętszej Marii Panny, zbudowany w roku 1692 w konstrukcji zrębowej z barokowym i rokokowym wyposażeniem wnętrza. Z kościoła tego pochodzi dzieło Opłakiwanie z Chomranic. W roku 1982 parafia rozpoczęła budowę nowego kościołem pw. św. Maksymiliana Marii Kolbego, zwieńczoną konsekracją w 1986 roku przez biskupa tarnowskiego Jerzego Ablewicza.